# Chrysobothris pumpuna
Chrysobothris pumpuna es una especie de escarabajo del género Chrysobothris, familia Buprestidae. Fue descrita científicamente por Blackwelder en 1944.